# جاري يا حمودة (مسلسل)
جاري يا حمودة، مسلسل سعودي انتج عام 2008، وعرض على قناة MBC1 في عام 2009 وانتجته شركة الصدف للإنتاج الصوتي والمرئي.

## بطولة
- يوسف الجراح
- شيرين حطاب
- هاشم الاهدل
- ريما جابر
- علي المدفع
- سعد المدهش
- محمد المنصور
- وجنات الرهبيني
- حمدان شلبي
- أيمن بخش

 إخراج
- وليد العاقل .

تأليف
- عبد العزيز المدهش
- سعد المدهش
- عنبر الدوسري.

## ضيوف الحلقات
- عبد الله السدحان
- ناصر القصبي
- لمياء طارق
- غزلان ناصر
- وزهور حسين
- ريماس منصور
- سعيد قريش
- ريم عبد الله
- راشد الشمراني
- سناء إبراهيم
- حسن عسيري
- محمد العجيمي
- خالد البريكي
- هيفاء حسين.
- حمد المزيني
- محمد الكنهل
- عبدالعزيز المبدل
- فهد غزولي
- سعيد صالح (ممثل سعودي)
- اسعد الزهراني
- يحيى الغماري
- عماد اليوسف
- عبدالله المزيني
- شفيقة يوسف
- لطيفة المجرن
- عادل الزهراني
- دريعان الدريعان
- عبدالله الزهراني
- مجدي القاضي
- مرزوق الغامدي
- عبد العزيز السكيرين
- عوض عبدالله
- عبدالله العامر
- مروى النصر
- سعد الصالح
- محمد الفرحان
- خالد منقاح
- أيمن المديفر

## وصلات خارجية
- قسم المسلسل في موقع إبي سي